# Edward Maova
Edward Maova (ur. 5 września 1994 w Otjiwarongo) – namibijski piłkarz grający na pozycji bramkarza. Od 2023 jest zawodnikiem klubu University of Pretoria FC.

## Kariera klubowa
Swoją karierę piłkarską Maova rozpoczął w klubie Rundu Chiefs. W sezonie 2012/2013 zadebiutował w nim w pierwszej lidze namibijskiej. W 2013 roku przeszedł do Civics FC, w którym grał do 2018 roku. W sezonie 2018/2019 był zawodnikiem południowoafrykańskiego University of Pretoria FC, a w sezonie 2019/2020 - innego klubu z Południowej Afryki, Royal Eagles FC. W sezonie 2020/2021 znów grał w Civics FC, z którym zdobył Puchar Namibii. W sezonie 2021/2022 występował w TS Sporting FC, a w sezonie 2022/2023 - w Pretoria Callies FC. W 2023 wrócił do University of Pretoria FC.

## Kariera reprezentacyjna
W reprezentacji Namibii Maova zadebiutował 23 lipca 2017 w przegranym 0:1 i wygranym po serii rzutów karnych 5:4 meczu Mistrzostw Narodów Afryki 2018 z Zimbabwe, rozegranym w Harare. W 2024 roku został powołany do kadry na Puchar Narodów Afryki 2023. Nie rozegrał w nim żadnego meczu.